# Есяков, Сергей Яковлевич
Сергей Яковлевич Есяко́в (род. 11 августа 1963, Дмитриев Усад, Атюрьевский район, Мордовская АССР, РСФСР, СССР) — российский политический деятель, депутат Государственной думы VI и VII созывов. Член фракции «Единая Россия». Первый заместитель Председателя комитета по энергетике.

## Биография
Родился 11 августа 1963 года в селе Дмитриев Усад (ныне Атюрьевский район, Республика Мордовия). В 1985 году получил специальность «Бухгалтерский учёт и анализ хозяйственной деятельности», окончив Ленинградский финансово-экономический институт. В 1999 году окончил аспирантуру Мордовского государственного университета имени Н. П. Огарева, в 2000 году там же защитил диссертацию на тему «Реструктуризация предприятий электроэнергетики». Кандидат экономических наук.
В 1989 году был избран депутатом пролетарского районного совета народных депутатов Саранска. С 1996 по 2003 годы — заместитель генерального директора по финансово-экономическим вопросам ОАО «Мордовэнерго». В 2004 году избран депутатом Законодательного собрания Пензенской области III созыва. В 2003—2011 годах — генеральный директор ОАО «Пензаэнерго», заместитель генерального директора ОАО «МРСК Урала и Волги», генеральный директор ОАО «Волжская МРК», исполнительный директор ОАО «Пензаэнерго», управляющий директор ОАО «МРСК Волги», заместитель генерального директора ОАО «МРСК Волги» — директор филиала «Пензаэнерго». В 2007 году избран депутатом Законодательного собрания Пензенской области IV созыва.
В декабре 2011 года был избран депутатом Государственной думы VI созыва в составе федерального списка кандидатов, выдвинутого всероссийской политической партией «Единая Россия».
В сентябре 2016 года повторно избран депутатом Госдумы РФ VII созыва от «Единой России» по Пензенскому одномандатному округу № 146.

## Законотворческая деятельность
В 2011 — 2019 годах, в течение исполнения полномочий депутата Государственной Думы VI и VII созывов, выступил соавтором 7 законодательных инициатив и поправок к проектам федеральных законов.